# La casa di ringhiera
La casa di ringhiera è un romanzo dello scrittore italiano Francesco Recami edito da Sellerio nel 2011; il romanzo è ambientato a Milano.

## Trama
Amedeo Consonni, vedovo ex tappezziere che vive in una casa di ringhiera di Milano, oltre a badare al piccolo nipotino Enrico, ha maturato nel tempo la passione di collezionare materiale pubblicato sui delitti. Il passo successivo è quello di occuparsi di un misterioso delitto, il caso "della sfinge".

## Edizioni
- Francesco Recami, La casa di ringhiera, Sellerio, 2011,  pp. 208, ISBN 9788838925672.